# Tanguy Pastureau
Tanguy Pastureau, né le 26 janvier 1974 à Pessac (Gironde), est un humoriste et chroniqueur de radio et de télévision français. Il a également utilisé le pseudonyme de Tanguy Suntorii.

## Biographie

### Jeunesse et formation
Tanguy (orthographié Tangi à l’état civil) Pastureau naît à Pessac de parents bretonnants, fonctionnaires à La Poste. Il passe les vingt premières années de sa vie en Bretagne, vivant notamment à Rosporden, Carantec et Cancale, ainsi qu'à Château-Gontier en Mayenne.
Ancien élève du lycée de Cornouaille de Quimper, après un BTS tourisme, il effectue un service civil à Rouen dans un organisme de réinsertion sociale d’anciens détenus.

### Activité bénévole à la radio
En 1997, Tanguy Pastureau débute à la radio au sein de radio RC2 à Canteleu (Seine-Maritime) sous le pseudonyme de Tanguy Suntorii. Il y anime plusieurs émissions, dont Happening, un programme d'humour et de société aux côtés d'Emmanuel Lautréamont, réalisé par Bernard Grancher.
En 2000, il devient animateur bénévole à radio HDR de Rouen. Il contribue à des émissions comme Salon panoramique ou Une bien belle cueillette à Mururoa aux côtés d'Emmanuel Lautréamont et de Willy Ducasse. Le tout est une fois de plus réalisé par Bernard Grancher.
Dans la foulée, de septembre 2001 à juin 2002, il crée sur HDR sa propre émission, le Suntorii Show, un talk-show absurde aux rubriques improbables (notamment la « Revue de presse des journaux gratuits », essentiellement une chronique des prospectus publicitaires). De nombreux intervenants l'entourent dans cet exercice : Emmanuel Lautréamont, Willy Ducasse, la dessinatrice Éléonore Forêt, le poète Jean-Dick Pinson et le groupe de musique Megazone.
Sous ce pseudonyme, il réalise également le court-métrage, Capital Noël, sélectionné en 2003 au festival du film web amateur.

### Activité professionnelle à la radio
De 2003 à fin 2007, Tanguy Pastureau travaille, toujours sous le pseudonyme de Suntorii ou de Monsieur Suntorii, sur Radio Nova pour laquelle il écrit nombre de billets d'humeur et de chroniques décalées, toujours le matin. En octobre 2007, il coécrit pour Radio Nova un feuilleton radiophonique intitulé Le Mystère de la grotte.
Il fait aussi de courtes interventions en direct dans les rues de Paris, souvent loufoques. En septembre 2006, il a pour mission d'intervenir quand bon lui semble sur l'antenne de la Cityradio de Paris, en fil rouge. En janvier 2006, à l'occasion de la fusion entre la Cityradio de Paris et France Bleu Melun, aboutissant à la création de France Bleu Île-de-France, l'humoriste s'installe sur la tranche matinale du 6 h/9 h, en compagnie de l'animateur Bill Debruge. Durant l'été 2007, il fait quelques semaines d'animation l'après-midi dans une émission ponctuée de jeux délirants et de dialogues à bâtons rompus avec les auditeurs de la station.
En septembre 2007, on le retrouve une nouvelle fois en matinale, dans l'émission de Bill Debruge. Il y présente des séries de fausses nouvelles, une revue de presse des magazines, un Top 5 de l'actualité et d'autres séquences. 
En 2008, après une allusion à la radio RTL durant un jour de grève à Radio France, il est repéré par Jacques Esnous, directeur de l'information sur RTL, qui l'embauche. De septembre 2008 à juin 2011, il y assure une chronique de deux minutes chaque matin dans l'émission de Vincent Parizot (« Les Titres de l'info pipeau »), ainsi qu'un journal décalé de l'info du jour, d'une durée de 4 minutes 30, dans l'émission RTL Soir présentée par Christophe Hondelatte. À la rentrée 2011, il reste sur RTL mais passe aux week-ends : il assure une revue de presse décalée le vendredi soir à 19 h 50, ainsi que des chroniques autour de l'actualité dans la matinale du samedi et du dimanche présentée par Bernard Poirette, jusqu'en 2017.
D'octobre 2010 à mai 2012, il est l'auteur d'une chronique hebdomadaire humoristique (« Tanguy Pastureau se paie l'actu ») dans le quotidien gratuit Métro.
En août 2017, il arrive sur France Inter pour intégrer l'émission La Bande originale présentée par Nagui, avec une chronique journalière intitulée « Tanguy Pastureau maltraite l'info ».
De septembre 2021 à juin 2023, il anime une émission le samedi soir avec Alex Vizorek, Pastek : une revue de presse décalée et humoristique.

### Activité à la télévision
En 2009, Tanguy Pastureau assure jusqu'au 9 octobre une chronique sur France 2 dans l'émission Vous aurez le dernier mot animée par Franz-Olivier Giesbert. Durant l'émission du 9 octobre 2009, il fait une chronique corrosive à l'égard de Bernadette Chirac, Giesbert exprimant alors son désaccord. À la suite de cette chronique, l'humoriste n'est pas renouvelé dans l'émission, remplacé par Nicolas Bedos. L'humoriste s'est expliqué sur cet incident lors d'une interview.
En 2010, jusqu'au mois de juin, il effectue sur France 4 une chronique dans l'émission Touche pas à mon poste ! de Cyril Hanouna.
En octobre 2011, il intègre Le Lab.Ô de Sébastien Folin sur France Ô et fait une chronique intitulée « Minorités Report » où il croque de manière humoristique la vie des minorités en France et dans le monde. En octobre 2012, sa chronique est transformée en portrait caustique de l'invité de l'émission, au travers une biographie revisitée.
En septembre 2012, il intègre l'émission La Revue de presse sur Paris Première, animée par Jérôme de Verdière, où il fait un portrait décapant de l'invité politique de l'émission, en se faisant passer pour un fan de l'invité. Sur la même chaîne, il tient à partir d'octobre 2015 une chronique intitulée « La semaine politique de Tanguy Pastureau » dans l'émission Zemmour et Naulleau jusqu'en octobre 2017.
D'avril 2016 à mai 2016, il présente la chronique « Les Infos Pastureau » dans l'émission L'Hebdo Show d'Arthur sur TF1. Il reprendra jusqu'en juillet 2016 sa chronique dans l'émission Cinq à sept avec Arthur, adaptation de l'émission L'Hebdo Show en format quotidien.
À partir de septembre 2017, il est chroniqueur sur C8 dans l'émission Les Terriens du dimanche de Thierry Ardisson.
Il rejoint l’équipe de C l'hebdo, présentée par Aurélie Casse, en septembre 2023, pour une chronique humour dans l’émission.

## Bilans artistique et médiatique

### Publications
- Kill That Dog, publibook, 2005 (ISBN 978-2-7483-0753-5) — ouvrage qui présente l'urbanball, une discipline inventée par Dean Ildefonse.
- 2012 Le Guide des présidentiables : À lire avant d'élire, Paris, éditions Michel Lafon, 2012, 160 p. (ISBN 978-2-7499-1585-2)
- Navarre (fiction politique), éditions Fayard, 2024 (ISBN 978-2-213-72235-1)

### Spectacle
- 2019-2020 : Tanguy Pastureau – n'est pas célèbre, Théâtre du Casino, tournée

### Filmographie
- La Course nue de Benoît Forgeard (court métrage) : Fabrice Poulain Valencienne[13]

### Musique
- Tanguy Pastureau, Tanguy Suntorii et les erreurs 404, écrit et chanté par lui-même sur des musiques de téléphones portables[14].